# 新海征治
新海 征治（しんかい せいじ、1944年7月5日 - ）は、日本の化学者、工学博士。九州大学名誉教授。現九州大学高等研究院特別主幹教授、崇城大学教授、九州先端科学技術研究所所長。
専門は多岐に渡るが、分子認識メカニズムの解明と、それらの知見を応用した分子機械システムの構築などを行っている。Wiley社が発行する世界的に著名な化学雑誌であるAngewandte Chemie 誌のアドバイザリー・ボード（顧問委員会）の委員を2000年から2009年まで務めた。

## 略歴
- 1944年 福岡県宗像郡勝浦村（現・福津市勝浦）生まれ
- 1967年 九州大学工学部卒業[1]
- 1972年 九州大学大学院工学研究科博士課程修了 工学博士[1]。論文は 「高分子イミダゾール触媒によるエステルの加水分解に関する研究」[2]。
- 1972年 九州大学工学部講師[1]
- 1975年 九州大学工学部助教授[1]
- 1976年 長崎大学工学部助教授[1]
- 1987年 九州大学工学部助教授[1]
- 1988年 九州大学工学部教授[1]
- 2008年 崇城大学教授、九州大学名誉教授、九州先端科学技術研究所所長
- 2009年10月 九州大学高等研究院（ノーベル賞級の高い業績を挙げた定年退職後の研究者と、優れた若手研究者を支援するための学内組織）特別主幹教授に就任[1]。
- 2018年4月 公益財団法人 九州先端科学技術研究所 最高顧問に就任[1]。

## 受賞・叙勲
科学系の技術情報を網羅するトムソン・ロイター社のトムソン・ロイター・サイエンテフィックが行うトムソン・ロイター引用栄誉賞をジョージ・M・ホワイトサイズ（ハーバード大学）、フレイザー・ストッダート（ノースウェスタン大学）らと共に2003年から3年連続で受賞。受賞理由は『ナノスケールの機械製造およびマイクロエレクトロニクスの大幅な発展を約束する、分子自己集合に関する先駆的研究』。同賞はノーベル賞受賞者の予測を兼ねており、新海は分子機械のパイオニアとしてたびたびノーベル化学賞候補として挙げられていたが、2016年に「分子マシンの設計と合成」の功績からジャン＝ピエール・ソヴァージュ、フレイザー・ストッダート、ベルナルト・L・フェリンハの3名にノーベル化学賞が授与されることが決定し、新海の受賞は成らなかった。
- 1978年 - 日本化学会進歩賞
- 1985年 - 高分子学会賞[1]
- 1998年 - イザット・クリステンセン賞（英語: Izatt-Christensen Award）[3]
- 1999年 - Becker Lecture Award[4]
- 2002年 - Vielberth Lectureship Award[4]
- 2003年 - 日本化学会賞[4][1]
- 2004年 - 西日本文化賞[4]
- 2006年 - 東レ科学技術賞[4][1]
- 2013年 - 大和エイドリアン賞（英語: Daiwa Adrian Prize）[5]
- 2013年 - クラリベイト・アナリティクス引用栄誉賞
- 2014年 - Molecular Sensors & Molecular Logic Gates (MSMLG) Award[4]
- 2017年 - 秋の叙勲で瑞宝中綬章を受章[1]。
- 2018年 - 文化功労者に選出[1][6]。